# KRTZ
Koordinaten: 37° 13′ 10″ N, 108° 48′ 26″ W
KRTZ oder KRTZ-FM (Branding: „The New Mix 98.7“) ist ein US-amerikanischer Hörfunksender mit einem Adult Contemporary-Sendeformat aus Cortez im US-Bundesstaat Colorado. KRTZ sendet auf der UKW-Frequenz 98,7 MHz. Eigentümer und Betreiber ist Winton Road Broadcasting Co., LLC.